# HW Девы
HW Девы (лат. HW Virginis) — тройная звезда в созвездии Девы на расстоянии приблизительно 565 световых лет (около 173 парсек) от Солнца.
Пара первого и второго компонентов — двойная затменная переменная звезда типа Алголя (EA). Визуальная звёздная величина звезды — от +11,4m до +10,5m. Орбитальный период — около 0,1167 суток (2,8013 часа).
Субкарлик открыт Жаком Бергером и Анн-Мари Фрингант в 1980 году, затменная переменная — Джоном Уильямом Мензисом и Фредом Марангом в 1986 году.
Является прототипом класса подобных затменных систем.
В 2008 году группой астрономов было объявлено об открытии коричневого карлика HW Vir c.

## Характеристики
Первый компонент — бело-голубой пульсирующий субкарлик спектрального класса sdB2VIIHe3. Масса — около 0,418 солнечной, радиус — около 0,183 солнечного, светимость — около 20,417 солнечной. Эффективная температура — около 28488 K.
Второй компонент — красный карлик спектрального класса M4-5, или M6-7V. Масса — около 0,128 солнечной, радиус — около 0,175 солнечного. Эффективная температура — около 3700 K.
Третий компонент (HW Vir c) — коричневый карлик. Масса — около 17,4 юпитерианской, радиус — около 2 юпитерианских. Орбитальный период — около 15600 суток. Удалён в среднем на 10 а.е..

## Планетная система
На основе изменений параметров затмений в системе в 2008 году было обнаружено, что вокруг двойной звезды обращаются две гигантские планеты: одна имеет массу 8,47 масс Юпитера, другая имеет массу 19,2 массы Юпитера, периоды обращения составляют 9,1 и 15,8 лет соответственно. Затем было показано, что предполагаемая система не является устойчивой, причём среднее ожидаемое время жизни составляет менее 1000 лет в пространстве параметров, допустимом в рамках неопределённостей данных. Динамически устойчивое решение для орбиты было получено в случае объекта с массой 14,3 массы Юпитера, обращающегося по орбите с периодом 12 лет, и компаньона с массой 65 масс Юпитера на орбите с периодом 55 лет, но было отмечено, что орбитальные параметры внешнего объекта в высокой степени неопределённые, что также ставит под сомнение корректность модели. Проблемы моделирования данной системы и предполагаемые планеты вокруг нескольких других двойных подобного типа приводят к предположению о том, что вариации параметров затмений, использованные при получении информации о наличии планет, имели непланетное происхождение.
В 2019 году учёными, анализирующими данные проектов Hipparcos и Gaia, у звезды обнаружена планета HIP 62157 b.